# Gnus
Gnus（ニューズ、あるいはグヌース）は、GNU Emacsの一部となったメッセージリーダー。ニュースリーダーやメールリーダとして使用できるほか、RSSやWebプロセッサ、ディレクトリブラウザとしても動作する。Emacs Lispで実装されている。
現在のメールリーダやニュースリーダでも一般的になった、記事のスレッド表示という機能をいち早く実現しており、多くのアプリケーションソフトウェアに影響を与えている。
NNTPの他、MHフォルダ・POPアクセス・IMAPやRSS、SSH等を経由してのサーバへのリモートアクセス、emacs-w3m・nnshimbunを使ってweb上のニュースサイトや日記を読む機能等もサポートしている。

## 歴史
1988年（昭和63年）にGNUSの名前で梅田政信が開発を始めた。動作はやや遅かったが、スレッド表示機能等を持ち、圧倒的に高機能なニュースリーダとして人気を獲得した。
しばらく開発は停滞していたが、1994年（平成6年）にLars Magne Ingebrigtsenが書き直しを始め、名前を「Gnus」に変更して配付した。その後、ネットニュースの利用はかなり減ったと見られるが、メールを正式サポートし、一定のファンを獲得している。

### バージョン
一般的に、ユーザーはGNU Emacsに付属するGnusを使用する。自分で新しいバージョンにアップグレードする場合にのみバージョン番号を気にする必要がある。
- Gnus 5 ((ding) Gnus) – 1995年11月  
  - Gnus 5.1 - 5.0.13のブランド変更。GNU Emacs 19.30/19.31に付属する[2]
- Gnus 5.2 (September Gnus) – 1996年5月  
  - Gnus 5.3 - 5.2.38のブランド変更。GNU Emacs 19.32およびそれ以降のすべてのバージョンのGNU Emacs 19.xに付属する[2]
- Gnus 5.4 (Red Gnus) – 1997年1月25日  
  - Gnus 5.5 - 5.4のブランド変更。GNU Emacs 20.1 (1997年9月17日) に付属し、XEmacs 20.4にも含まれている
- Gnus 5.6 (Quassia Gnus) – 1998年3月8日
- Gnus 5.8 (Pterodactyl Gnus) – 1999年12月3日
- Gnus 5.10 (Oort Gnus) – 2003年5月1日  
  - Gnus 5.11 - 5.10のブランド変更。GNU Emacs 22.1 (2007年6月2日) に付属する。「Oort」開発ブランチからの5.10/5.11開発は2008年頃に完了した。Ubuntuによって「5.11+v0.10」としてパッケージ化されているものなど、一部の5.11バージョンは、実際には後の「No Gnus」開発ブランチに基づいている。
- Gnus 5.13 (No Gnus) - GNU Emacs 23.1(2009年7月29日)に付属する。
  - 「No Gnus」開発ブランチは2004年1月4日に開始され、2012年初頭にバージョン0.19で終了した。
- Gnus 5.14 - Ma Gnus (または真 Gnus[3]) は、現在の開発バージョンで[4]、v0.7は2013年5月に初めてリリースされた[5]。

5.3や5.5などの奇数のマイナーバージョン番号は、GNU Emacsに付属するGnusバージョン用である。偶数のバージョン番号は、付属しないリリースである。たとえば、Gnus 5.5はGnus 5.4に似ているが、Emacs 20.1にバンドルされている。  
開発は、アルファベットの最初の文字が逆順に並ぶ「名前付きバージョン」を使用して行われる。「No Gnus」v0.19は2012年初頭にリリースされ、開発は「Ma Gnus」に移行した。名前付きバージョンが1.0に到達することはない。代わりに、一般リリースに十分な安定性があると見なされると、名前が削除され、単に「Gnus <バージョン番号>」としてパッケージ化される。実行中のGnusのコピーのグループバッファーに「V」コマンドを入力すると、通常はバージョン番号が表示されるが、エンドユーザーが、たとえば「No Gnus 0.9」が「Gnus 5.10.8」よりも古いか新しいかを簡単に知る方法はない。  
22年間別々に開発されてきたGnusの開発者は、今後の開発はGnu Emacsのgitツリー内で行われると発表した。この変更の副作用として、XEmacsおよびGnu Emacsの古いバージョンに対するサポートが廃止される。  